# Control and Resistance
Control and Resistance es el segundo álbum de la banda Watchtower. Es el primero con Ron Jarzombek en la guitarra, luego de la salida de Billy White.

## Listado de canciones
Toda la música compuesta por Watchtower. 
| N.º   | Título                         | Letras           | Duración |  |
| 1.    | «Instruments of Random Murder» | Keyser/White     | 4:06     |  |
| 2.    | «The Eldritch»                 | Keyser/White     | 3:16     |  |
| 3.    | «Mayday in Kiev»               | Jarzombek/Keyser | 5:47     |  |
| 4.    | «The Fall of Reason»           | Keyser/White     | 8:01     |  |
| 5.    | «Control and Resistance»       | Keyser/White     | 6:57     |  |
| 6.    | «Hidden Instincts»             | Jarzombek/Keyser | 3:51     |  |
| 7.    | «Life Cycles»                  | Jarzombek/Keyser | 6:47     |  |
| 8.    | «Dangerous Toy»                | Jarzombek/Keyser | 4:22     |  |
| 43:07 |                                |                  |          |  |

## Integrantes
- Jason McMaster - voz
- Ron Jarzombek - guitarra
- Doug Keyser - bajo
- Rick Colaluca - batería